# Wiener Dachverband für sozial-ökonomische Einrichtungen
Der Wiener Dachverband für sozial-ökonomische Einrichtungen (DSE-Wien) vertritt Organisationen, die sich der Beratung, Qualifizierung, Betreuung und Beschäftigung langzeitbeschäftigungsloser Menschen verschrieben haben. Auf Basis seiner starken Vernetzung bietet er fachliche Expertise in Belangen der aktiven Arbeitsmarktpolitik und ist mit seinen Mitgliedsorganisationen Ansprechpartner für Fördergeber, Politik, Wissenschaft, Medien und Betroffene.

## Aufgaben und Selbstverständnis
- Er engagiert sich für die Anregung von Diskurs, Vernetzung und Austausch zwischen Mitgliedern, deren Fördergebern und der Öffentlichkeit.
- Weiters setzt er sich für die (Weiter-)Entwicklung aktiver Arbeitsmarktpolitik und für die soziale und arbeitsmarktpolitische Integration langzeitbeschäftigungsloser Wiener ein.

## Mitgliedsorganisationen
Aktuell sind 28 Wiener gemeinnützige Organisationen Mitglieder, darunter Beratungsstellen, sozial-ökonomische Betriebe, gemeinnützige Beschäftigungsprojekte, gemeinnützige Integrationsleasing-Unternehmen und Qualifizierungsmaßnahmen.
| - abz*beratung - abz*fit frauenberatung - abz*get ready - abz*job ready! - Bandgesellschaft – Österr. Hilfswerk für Menschen mit besonderen Bedürfnissen - Beratungsstelle des Vereins Beratungszentrum für Migranten und Migrantinnen - Catering MAX - dialog – Sucht und Beschäftigung – Standfest - Eltern für Kinder Österreich - EUSPUG - Die Werkstatt - fix und fertig – Ein Betrieb der Suchthilfe Wien - Frauenberatung – Beratungsstelle des Vereins Beratungszentrum für Migranten und Migrantinnen - gabarage upcycling design | - Inigo – Mehr als Essen und Trinken - Integrationshaus – Verein Projekt Integrationshaus - JE_TZT, Caritas Wien und Volkshilfe Beschäftigung - Caritas jobStart - Job-TransFair – Gemeinnütziges Integrationsleasing - Kinderdrehscheibe - Kolping “Handwerk” - Michl’s Café Restaurant - NEUSTART Wien 6 – Haftentlassenenhilfe - R.U.S.Z – Reparatur- und Servicezentrum - Team Idee SÖB GmbH - unik.at - UKI – Unterstützungskomitee zur Integration von MigrantInnen | - Verein sprungbrett für mädchen - Verein sprungbrett – Beratungsstelle für Mädchen und junge Frauen von 12 bis 21 Jahren - Volkshilfe BOX - Volkshilfe KOMMUNA - Volkshilfe MERIT - Volkshilfe SANSPEED - Volkshilfe WÜRFEL - Volkshilfe Wien – Wohnen mit Service - Wiener Hilfswerk – Haus- und Heimservice - Wiener Hilfswerk – SOMA Sozialmarkt - Wiener Rotes Kreuz – Visitas - Wien Work Gastronomie - Wien Work Textilreinigung - WUK Monopoli |

## Finanzierung
Die Mitgliedsbetriebe werden von folgenden Fördergebern unterstützt:
- AMS Wien
- Bundessozialamt Landesstelle Wien
- Wiener ArbeitnehmerInnen Förderungsfonds
- Fonds Soziales Wien
- Europäischer Sozialfonds in Österreich
- Sucht- und Drogenkoordination Wien
- Anton-Proksch-Institut Stiftung Genesungsheim Kalksburg